# Jean-Marc Bosman
Jean-Marc Bosman (Lieja, 30 de octubre de 1964) es un exfutbolista belga, internacionalmente conocido por denunciar las restricciones en el sistema de transferencia de los jugadores de los clubes de fútbol en Europa. Denuncia que desembocó en 1995 en la llamada «ley Bosman» del Tribunal Europeo de Justicia.
Bosman jugó hasta junio de 1990, en el RFC Lieja de la Liga belga. Después de una controversia con la dirección del club, le redujeron su sueldo en un sesenta por ciento. Bosman quería entonces fichar por el equipo francés de segunda división USL Dunkerque. El RFC Lieja le pidió a Bosman 800 000 dólares para obtener la libertad, cantidad que el club francés no podía pagar; por ello se negó a jugar en el RFC Lieja. El no aceptar el pedido del RFC Lieja fue el desencadenante de la Ley Bosman.
Bosman regresó en enero de 1992, después del rechazo de la justicia belga. Cuando no encontró nuevo club, presentó una solicitud de desempleo, pero fue rechazada. Nueve años después del inicio del juicio, recibió aproximadamente 280 000 euros como indemnización.
En una entrevista con la BBC, el exfutbolista afirmó: «Ya no queda ni rastro de los 280 000 euros, todos los clubes me rechazaron, me convertí en una persona non grata. Sufrí el boicot del fútbol, para mí fue una catástrofre». Bosman cayó en el alcoholismo; pretendía revertir su situación de deterioro personal con la posibilidad de abrir una página web sobre el fútbol amateur, con tal de poder obtener ingresos para mantener a sus hijos. En abril de 2013 fue sentenciado a un año en prisión, por haber agredido en 2011 a su novia y su hija debido a que se negaron a darle una bebida alcohólica.